# Paya Bili Dua
Paya Bili Dua is een bestuurslaag in het regentschap Aceh Timur van de provincie Atjeh, Indonesië. Paya Bili Dua telt 313 inwoners (volkstelling 2010).